# Broomend von Crichie
Das Broomend von Crichie, in Port Elphinstone, dem südlichen Vorort von Inverurie in Aberdeenshire in Schottland an der Mill Road gelegen, ist ein Hengemonument in dem sich die Reste eines Steinkreises und ein hierher verlegter Piktischer Symbolstein befinden. In alten Aufzeichnungen wird erkennbar, dass das Broomend früher mittels einer Steinallee mit einem zweiten, jedoch ausgegangenen Steinkreis verbunden war.

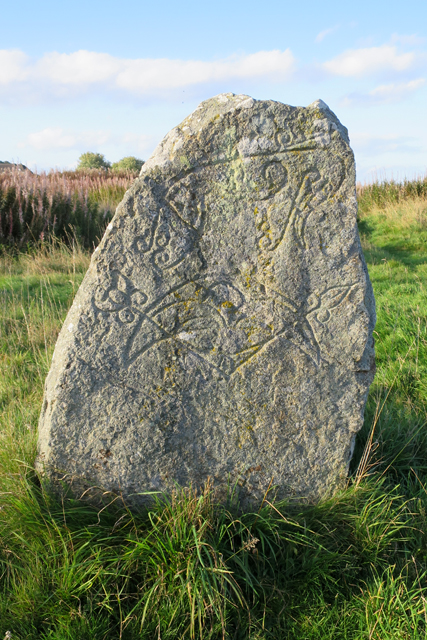
Symbolstein

Das Broomend von Crichie liegt in Höhe der Kinkell Church auf einer Kiesterrasse über dem Fluss Don. Es stellt die Überreste eines zeremoniellen Zentrums dar, das vom späten 3. Jahrtausend v. Chr. bis in die Eisenzeit genutzt wurde. Noch erkennbar ist, als ältester Teil, das Henge von etwa 35 m Durchmesser mit zwei gegenüber liegenden Durchlässen im Wall und etlichen Unterbrechungen des Grabens. Innerhalb des Henges befinden sich heute drei Menhire. Zwei der Steine gehören zu einem gestörten Steinkreis, der ehemals bestehend aus sechs Steinen, Teil des Henges war.
Der zentrale piktische Symbolstein, wurde im 19. Jahrhundert ausgepflügt und hier aufgestellt. Auf ihm sind ein Halbmond und ein Mischwesen eingraviert. Der rötliche Symbolstein könnte Teil einer doppelten Steinreihe gewesen sein, die durch das Henge führte. Ein Stein der ehemaligen Reihe steht im Süden. Alte Aufzeichnungen deuten an, dass sie aus je 36 Steinen bestand. Nach Süden führte sie zum, nur noch durch seine Altarme erkennbaren Flusslauf und nordwärts zu einem Steinkreis von fast 50 m Durchmesser, bestehend aus drei konzentrischen Kreisen.
Im Jahre 1866, im Henge gemachte Ausgrabungen offenbarten Leichenbrand an der Basis der beiden ursprünglichen Menhire des Steinkreises, eine dekorierte Steinaxt am Fuße eines Steins und im Zentrum des Henges, eine eingetiefte west-ost ausgerichtete kurze Steinkiste, die Bestattungen und Urnen, sowie besonders geformte, vermutlich beinerne Öllampen enthielt.